# Спинтрия
Спинтрия (spintriae) е малък бронзов или месингов римски жетон. Предполага се, че спинтриите са били използвани като разменна монета за сексуални услуги в лупанариумите (публичните домове в Рим), защото в тези места било забранено използването на официалните монети – сестерции, тъй като са носели лика на императора. На входа на лупанариумите клиентите можело да обменят монетите си със спинтрии. Произведени са за кратък период, предимно през I век.

## Етимология
Спинтрия се използва от Suetonius за обозначаване на млади проститутки от мъжки пол от гръцкото σφιγκτήρ (сфинктер). През 16 век името преминава от древния смисъл на лицата, извършващи възмутителни действия – с други думи, сексуални и/или чувствени действия извън това, което се е считало за норма – (или мястото, където са се случвали възмутителни действия, като Тиберийските градини на остров Капри) до самите жетони. Bette Talvacchia идентифицира първото използване на термина spintriae за обозначаване на жетоните, които се срещат в трактата на Себастиано Еризо от 1559 г., дискурс относно древните медали (Sopra le Medaglie Antiche, Венеция, 1559 г.).

## Описание
Спинтриите обикновено изобразяват върху лицевата страна мотив от сексуални актове или символи и цифра в диапазона I – XVI на обратната страна.
Обикновено са сечени от месинг или бронз, с размер малко по-малки от монета от €0,50 (50 цента). Някои изследователи предполагат, че част от жетоните изобразяват хомосексуални действия между мъже, но това не е широко прието в литературата, тъй като някои автори (Buttrey; Jacobelli; Talvacchia) твърдят, че еротичните сцени са изключително хетеросексуални.

## Предназначение
Някои учени, следвайки предположението на Фридлендър (1886), че жетоните са били използвани „auf die man in Bordelle Einlass erheilt“ („за влизане в публични домове“), твърдят, че спинтриите били използвани за плащане на проститутки, въпреки че няма подкрепящи доказателства за тази хипотеза. Бътрей отхвърля тази идея, твърдейки, че „няма доказателства за нищо от това“ (Buttrey 1973, p. 53). Понастоящем само Симонета и Рива са привърженици на хипотезата за разменни жетони за проституция, която също е популярна сред медиите (вж. Duggan 2016); други учени преследват алтернативни проучвателни линии (Buttrey; Campana; Duggan; Fishburn; и т.н.). При Каракала един конник е осъден на смърт, защото внася монета с лика на императора в бардак, като бива пощаден от смърт поради кончината на самия император. Няма обаче преки древни доказателства в подкрепа на теорията, че спинтириите са създадени като жетони, които подменят официалните монети. Нумизматикът Теодор В. Бутрей предполага, че те са били използвани като парчета за игра, въпреки че Duggan (2016) отбелязва, че няма археологически находки, които да потвърдят това. Икономистът Джефри Фишбърн, следвайки Джакобели, предполага, че може би са били използвани като жетони отключващи шкафчета. Duggan заключава същото след Фишбърн и Jacobelli, като го посочва за най-убедителното обяснение.